# Campionati europei di nuoto di fondo 2016
La VII edizione dei campionati europei di nuoto di fondo si è svolta a Hoorn, nei Paesi Bassi, dal 10 al 14 luglio 2016.

## Medagliere
| Pos.   | Paese         | Oro | Argento | Bronzo | Totale |
| ------ | ------------- | --- | ------- | ------ | ------ |
| 1      | Italia        | 3   | 2       | 2      | 7      |
| 2      | Francia       | 2   | 0       | 2      | 4      |
| 3      | Gran Bretagna | 1   | 1       | 1      | 3      |
| 4      | Russia        | 1   | 1       | 0      | 2      |
| 5      | Paesi Bassi   | 1   | 0       | 1      | 2      |
| 6      | Germania      | 0   | 2       | 0      | 2      |
| 7      | Ungheria      | 0   | 0       | 1      | 1      |
| Totale | Totale        | 8   | 6       | 7      | 21     |

## Risultati

### Uomini
| Evento           | Oro              | Tempo     | Argento          | Tempo     | Bronzo               | Tempo     |
| 5 km (dettagli)  | Kirill Abrosimov | 54'34"4   | Federico Vanelli | 54'54"4   | Caleb Hughes         | 55'06"1   |
| 10 km (dettagli) | Ferry Weertman   | 1h55'20"6 | Jack Burnell     | 1h55'21"2 | Marc Antoine Olivier | 1h55'21"6 |
| 25 km (dettagli) | Axel Reymond     | 5h02'22"0 | Matteo Furlan    | 5h06'07"5 | Edoardo Stochino     | 5h09'19"4 |

### Donne
| Evento           | Oro                          | Tempo     | Argento       | Tempo     | Bronzo                | Tempo     |
| 5 km (dettagli)  | Danielle Huskisson           | 59"46'1   | Finnia Wunram | 59'52"4   | Sharon van Rouwendaal | 59'54"9   |
| 10 km (dettagli) | Rachele Bruni Aurélie Muller | 2h07'00"1 | -             | -         | Arianna Bridi         | 2h07'03"6 |
| 25 km (dettagli) | Martina Grimaldi             | 5h26"47'8 | Olga Kozydub  | 5h26'49"8 | Caroline Jouisse      | 5h26'50"5 |

### Misto
| Evento                    | Oro                                                  | Tempo   | Argento                                                | Tempo   | Bronzo                                         | Tempo   |
| 5 km a squadre (dettagli) | Italia Rachele Bruni Simone Ruffini Federico Vanelli | 55'59"3 | Germania Finnia Wunram Rob Muffels Andreas Waschburger | 56'37"0 | Ungheria Éva Risztov Mark Papp Daniel Szekelyi | 56'42"6 |